# Manuel Llorente Martín
Manuel Llorente Martín (Benetússer, València, 25 de gener de 1952) és un empresari i economista valencià, president del València CF des del 7 de juny del 2009 fins al 5 d'abril de 2013.

## Biografia
Va estudiar Econòmiques, i va entrar a treballar a l'empresa valenciana Mercadona, fundada i presidida per Juan Roig, arribant a ascendir en ella fins a ocupar el càrrec de «Director de Botigues».
Va arribar al València CF el 1995 de la mà de Paco Roig, germà de Juan i Fernando Roig, per a ser el Gerent del club i posteriorment Director General. Amb l'entrada a la presidència de Pedro Cortés i més tard de Jaume Ortí, va continuar sent el braç executor dels presidents des de 1999 fins al 2004, al costat de Javier Gómez en el departament econòmic, va aconseguir els majors èxits esportius del conjunt i controlar el deute del club.
Amb l'arribada de Juan Bautista Soler a la presidència, va veure reduïda la seua influència i control en el club, pel qual en el 2006, de mutu acord amb el president, va rescindir el seu contracte.
En febrer de 2007 va passar a ser president del Pamesa València i Director General, a causa del traspàs de poders que Juan Roig va efectuar al seu favor, deixant el càrrec dos anys més tard per tornar al València CF, en aquesta ocasió com a President.